# Flaga Zjednoczenia
Flaga Zjednoczenia – flaga używana przez oba państwa koreańskie – Koreę Północną i Południową – w trakcie niektórych zawodów sportowych. Po raz pierwszy zaprezentowana w 1991, kiedy to oba kraje wystąpiły jako jedna drużyna podczas 41. mistrzostw świata w tenisie stołowym w Chiba (Japonia) oraz podczas 6. młodzieżowych mistrzostw świata w piłce nożnej w Lizbonie (Portugalia). Obie Koree maszerowały pod wspólną flagą na ceremoniach otwarcia Letnich Igrzysk Olimpijskich w 2000 i 2004 roku, także podczas ceremonii otwarcia XXIII Zimowych Igrzysk Olimpijskich w Pjongczangu. Jednak podczas samych zawodów oba kraje startowały już oddzielnie (z wyjątkiem łączonej reprezentacji kobiet w hokeju na lodzie na ZIO 2018).
Flaga przedstawia zarys Półwyspu Koreańskiego wraz z wyspami Czedżu i Ullung. Mniejsze wyspy nie są zaznaczone. Terytorium Korei jest koloru niebieskiego, a tło flagi jest białe.
Flaga Zjednoczenia nie ma statusu flagi urzędowej w żadnym z tych dwóch państw.